# Ning Ma
Ning Ma (Jilin, 29 de septiembre de 2000), también conocida como Ma Ning, es una jugadora china de hockey sobre césped.

## Trayectoria
Ma tuvo su primera participación olímpica en París 2024. En sus primeros Juegos Olímpicos llegó a la final del torneo, pero cayó ante Países Bajos y obtuvo la medalla de plata.